# Chúntaro style
«Chuntaro style» o tambien conocida como El chúntaro style es una canción interpretada por la banda  de rock en español mexicana El Gran Silencio, que fue publicada en su segundo álbum de estudio Chúntaros radio poder (2001).

## Antecedentes y significado
La canción fue escrita por Abel Guier (líder de la banda), y la canción es un concepto que celebra la identidad y la autenticidad, desafiando los estereotipos sociales.
Dentro de las letras del disco se reivindican con orgullo símbolos e influencias de la cultura de Monterrey y lo norteño. El disco socializó el término chúntaro, una manera hasta entonces despectiva de referirse en Monterrey a quienes integraban cultura urbana colombias o cholombianos y que El Gran Silencio reivindicó como algo significativo y refiere un estilo de vida desinhibido y sin complicaciones.

## Lista de canciones

### CD - Single[8]
| Chúntaro style — Single |                  |          |  |
| N.º                     | Título           | Duración |  |
| 1.                      | «Chúntaro style» | 3:58     |  |

## Posicionamiento en listas
| Listas (2000)                                 | Posición |
| --------------------------------------------- | -------- |
| Estados Unidos Billboard Rock Latin Airplay   | 27       |
| México (MTV Norte / Los 100+ Pedidos de 2000) | 97       |

## Premios y nominaciones
| Año  | Publicación | País | Lista                                 | Puesto |
| ---- | ----------- | ---- | ------------------------------------- | ------ |
| 2006 | Alborde     | EUA  | 500 canciones del Rock Iberoamericano | 326°   |